# Pimpinella pusilla
Pimpinella pusilla är en flockblommig växtart som först beskrevs av Rodolfo Emilio Giuseppe Pichi Sermolli, och fick sitt nu gällande namn av Minosuke Hiroe. Pimpinella pusilla ingår i släktet bockrötter, och familjen flockblommiga växter. Inga underarter finns listade i Catalogue of Life.